# Wang Yu-wen
Wang Yu-wen (en chino, 王玉雯; pinyin, Wáng Yù Wén) (República Popular de China, 28 de mayo de 1997) es una actriz china, principalmente conocida por sus roles en Rush to the Dead Summer y An Elephant Sitting Still.

## Carrera
Wang debutó en el año 2015, interpretando el rol principal de Ke Yi en la película Love in Numbers. El 20 de marzo de 2020, se unió al elenco principal de la serie Novoland: Castle in the Sky 2, donde interpretó a Feng Ruche, hasta el final de la serie el 9 de abril del mismo año. El 20 de abril del mismo año, se unió al elenco principal de la serie The Chang'an Youth donde interpreta a Shen Yiyi, hasta ahora.

## Filmografía

### Películas
| Año  | Título                                          | Papel           | Notas     |
| ---- | ----------------------------------------------- | --------------- | --------- |
| 2015 | Love in Numbers                                 | Ke Yi           | Principal |
| 2018 | An Elephant Sitting Still                       | Huang Ling      | Principal |
| 2018 | Nice to Meet You                                | Ling Cai-cai    | Principal |
| 2020 | Novoland: The Castle in the Sky - Time Reversal | Reina Fang Qiwu | Principal |

### Series de televisión
| Año   | Título                        | Papel                  | Notas              |
| ----- | ----------------------------- | ---------------------- | ------------------ |
| 2016  | Super Star Academy            | Cheng Zhi-er           | Principal          |
| 2017  | Rush to the Dead Summer       | Li Yan-ran             | Secundario         |
| 2018  | Secret of the Three Kingdoms  | Cao Jie                | Secundario         |
| 2019  | Growing Pain                  | -                      | Secundario         |
| 2020  | Novoland: Castle in the Sky 2 | Emperatriz Feng Ruche  | Principal          |
| 2020  | The Chang'an Youth            | Shen Yiyi / Shen Dieyi | Principal          |
| 2021  | Once We Get Married           | Gu Xixi                | Principal          |
| 2022- | Nobody Knows                  | Huang Shu              | Principal          |
| 2023  | The Love You Give me          | Min Hui                | Principal          |
| 2023  | Tiger and Crane               | Zhao Xin Tong          | Principal          |
| TBA   | Night Wanderer                |                        | Aparición especial |
| TBA   | In Spite of the Strong Wind   |                        |                    |

## Discografía
| Año  | Título                                      | Álbum                       | Notas             |
| ---- | ------------------------------------------- | --------------------------- | ----------------- |
| 2020 | "The Moment the Flower Blooms" (花开的瞬间) | OST de "The Chang'an Youth" | junto a Caesar Wu |